# Artur Skwarzyński
Artur Skwarzyński (ur. 1956) – polski kierowca wyścigowy.

## Kariera
Współzawodnictwo w sportach motorowych rozpoczął w połowie lat 70., kiedy to rywalizował rajdowymi: Polskim Fiatem 126p i Trabantem 601. W 1981 roku zadebiutował w wyścigach samochodowych. W roku 1983 zadebiutował w Formule Polonia, a w latach 1985, 1988 i 1989 zdobywał trzecie miejsce w klasyfikacji tej serii.
W roku 1990 roku wziął udział Estonią 21 w Pucharze Pokoju i Przyjaźni. Wygrał wówczas wyścig na torze Poznań, a w klasyfikacji końcowej Pucharu zajął czwarte miejsce. W tym samym roku zdobył mistrzostwo Polski w klasie E6 (łączona Formuła Easter i Formuła Mondial). W sezonie 1991 był wicemistrzem w klasie E2 (Formuła Mondial).
W sezonach 1993–1994 zajął drugie miejsce w klasyfikacji GSMP w grupie E. W roku 1995 roku zajął trzecie miejsce w klasie E-1600 wyścigów płaskich, zadebiutował również w Pucharze Cinquecento Sporting. W sezonie 1996 był trzeci w klasie E2 wyścigów górskich.
Po zakończeniu kariery sportowej był członkiem zarządu Automobilklubu Rzemieślnik. Prowadził również serwis samochodowy.